# Tangerine (film)
Tangerine is een Amerikaanse film uit 2015, geregisseerd door Sean Baker. De film ging in wereldpremière op 23 januari op het Sundance Film Festival.

## Verhaal
Op kerstavond komt Sin-Dee Rella, een vrouwelijke transgender en prostituee, vrij uit de gevangenis na een celstraf van 28 dagen. Ze ontmoet haar beste vriendin Alexandra, eveneens een vrouwelijke transgender en prostituee, in de Donut Time in Hollywood. Alexandra vertelt haar dat Sin-Dee’s vriend Chester haar bedrogen heeft met een blanke (cisgender)vrouw Dinah. Sin-Dee gaat woedend op zoek naar de twee. 

## Rolverdeling
| Acteur                | Personage     |
| --------------------- | ------------- |
| Kitana Kiki Rodriguez | Sin-Dee Rella |
| Mya Taylor            | Alexandra     |
| James Ransone         | Chester       |
| Mickey O'Hagan        | Dinah         |
| Karren Karagulian     | Razmik        |

## Prijzen en nominaties
De belangrijkste:
| Jaar | Prijs                                    | Categorie                  | Genomineerde(n)       | Uitslag     |
| ---- | ---------------------------------------- | -------------------------- | --------------------- | ----------- |
| 2016 | Independent Spirit Award                 | Beste regie                | Sean S. Baker         | Genomineerd |
| 2016 | Independent Spirit Award                 | Beste film                 | Beste film            | Genomineerd |
| 2016 | Independent Spirit Award                 | Beste vrouwelijke hoofdrol | Kitana Kiki Rodriguez | Genomineerd |
| 2016 | Independent Spirit Award                 | Beste vrouwelijke bijrol   | Mya Taylor            | Gewonnen    |
| 2015 | Internationaal filmfestival van Karlsbad | Independent Camera         | Sean S. Baker         | Gewonnen    |
| 2015 | Gotham Independent Film Award            | Beste film                 | Beste film            | Genomineerd |
| 2015 | Gotham Independent Film Award            | Breakthrough Actor         | Kitana Kiki Rodriguez | Genomineerd |
| 2015 | Gotham Independent Film Award            | Breakthrough Actor         | Mya Taylor            | Gewonnen    |